# Algemene verkiezingen in Malawi (1994)

Overzicht van de uitslag van de parlementsverkiezingen.

De algemene verkiezingen in Malawi van 1994 vonden op 17 mei plaats en waren de eerste nationale verkiezingen in dat land op basis van een meerpartijenstelsel.

## Voorspel
Het meerpartijenstelsel werd in 1993 ingevoerd nadat een meerderheid zich tijdens een nationaal referendum zich voor een dergelijk stelsel had uitgesproken. Nadat de uitslag van het referendum bekend was gemaakt werd een nationale raad ingesteld om de grondwet te herzien, president Hastings Banda's macht ingeperkt en verkiezingen voorbereid. (Overigens was Banda geruime tijd uit de running; hij onderging een hersenoperatie en was pas in december 1993 weer hersteld.)Even vreesde men dat Banda met behulp van de paramilitaire afdeling van zijn regeringspartij Malawi Congress Party (MCP), de gevreesde Malawi Young Pioneers (MYP) een machtsgreep zou doen, maar het leger schakelde in december 1993 de MYP uit. Een aantal MYP'ers nam echter de wijk naar Mozambique waar zij werden opgevangen door de guerrillabeweging RENAMO. Op de achtergrond bleef men bevreesd dat de fanatieke aanhangers van Banda zouden ingrijpen. De werkelijke macht in het land lag echter niet meer in handen van de seniele Banda (geboren omstreeks 1898), maar bij John Tembo, de minister-president.

## Verkiezingen
De presidentsverkiezingen werden gewonnen door Bakili Muluzi van het United Democratic Front. Hij was eerder lid geweest van de regering van president Banda en was geruime tijd leider van de MCP geweest. Pas in 1992 brak hij met de MCP en richtte hij het UDF op. Muluzi versloeg zittend president Hastings Banda, aan de macht als president sinds 1966 (en van 1971 tot 1993 als "president voor het leven") met 47% van de stemmen. Banda bleef steken op 33%.
Bij de verkiezingen voor het parlement, de Nationale Vergadering, won het UDF van Muluzi 84 parlementszetels (allen gewonnen in het zuiden van het land), Banda's Malawi Congress Party (MCP) moest zich tevreden stellen met 56 zetels (allen gewonnen in het midden en uiterste zuiden van het land). De Alliance for Democracy (AFORD) van Chakufwa Chihana, de aanjager van het democratiseringsproces, eindigde op een derde plaats met 36 zetels (allen gewonnen in het noorden van het land). Uiteindelijk verliepen de verkiezingen in een feestelijke, maar ordelijke sfeer.

### Uitslag
Presidentsverkiezingen
| Kandidaat                         | Kandidaat                         | Partij                            | Stemmen   | %      |
| --------------------------------- | --------------------------------- | --------------------------------- | --------- | ------ |
|                                   | Bakili Muluzi                     | United Democratic Front           | 1.404.754 | 47,15  |
|                                   | Hastings Banda                    | Malawi Congress Party             | 996.353   | 33,44  |
|                                   | Chakufwa Chihana                  | Alliance for Democracy            | 562,.862  | 18,89  |
|                                   | Kamlepo Kalua                     | Malawi Democratic Party           | 15.624    | 0,52   |
| Totaal                            | Totaal                            | Totaal                            | 2.979.593 | 100,00 |
|                                   |                                   |                                   |           |        |
| Geldige stemmen                   | Geldige stemmen                   | Geldige stemmen                   | 2.979.593 | 97,97  |
| Ongeldige stemmen/ blanco stemmen | Ongeldige stemmen/ blanco stemmen | Ongeldige stemmen/ blanco stemmen | 61.780    | 2,03   |
| Geregistreerde kiezers/ opkomst   | Geregistreerde kiezers/ opkomst   | Geregistreerde kiezers/ opkomst   | 3.775.256 | 80,60  |
| Bron: AED                         |                                   |                                   |           |        |

Nationale Vergadering
| Partij                          | Partij                          | Afk.                            | Zetels    | %      |
| ------------------------------- | ------------------------------- | ------------------------------- | --------- | ------ |
|                                 | United Democratic Party         | UDF                             | 84        | 46,43  |
|                                 | Malawi Congress Party           | MCP                             | 55        | 33,61  |
|                                 | Alliance for Democracy          | AFORD                           | 36        | 19,01  |
| Overige partijen                | Overige partijen                | Overige partijen                | 0         | 0,95   |
| Partijloos                      | Partijloos                      | Partijloos                      | 2         | -      |
| Totaal                          | Totaal                          | Totaal                          | 177       | 100,00 |
| Geregistreerde kiezers/ Opkomst | Geregistreerde kiezers/ Opkomst | Geregistreerde kiezers/ Opkomst | 3.775.256 | 80,40  |
| Bron: AED                       |                                 |                                 |           |        |

## Nasleep
In twee kiesdistricten werden de uitslagen geannuleerd omdat er zich onregelmatigheden hadden voorgedaan op de verkiezingsdag. Bij herverkiezingen op 28 juni voor de betreffend districten ging er één district naar de MCP en één naar het UDF. Dat bracht het totaal aantal MCP'ers 56 en het totaal aantal UDF'ers op 85.
Banda aanvaarde na de verkiezingen zijn ontslag, feliciteerde Muluzi met zijn overwinning en verdween van het politieke toneel. Op 21 mei trad Muluzi aan als nieuwe president en regeringsleider en presenteerde een coalitieregering (25 mei) uit ministers van UDF, maar ook uit ministers afkomstig van partijen die bij de verkiezingen geen zetels hadden behaald. Drie ministerposten bleven openstaan in de hoop dat AFORD zou besluiten om tot de regering toe te treden.